# Giải bóng đá Vô địch Quốc gia 2016
Giải bóng đá Vô địch Quốc gia 2016, tên gọi chính thức là Giải bóng đá Vô địch Quốc gia Toyota 2016 (tiếng Anh: Toyota V.League 1 – 2016) vì lý do tài trợ, là mùa giải chuyên nghiệp thứ 16 và là mùa giải thứ 33 của Giải bóng đá Vô địch Quốc gia, giải đấu bóng đá hạng cao nhất Việt Nam. Giải khởi tranh vào ngày 20 tháng 2 và kết thúc vào ngày 18 tháng 9 năm 2016 với 14 câu lạc bộ tham dự. Đây là năm thứ hai liên tiếp tập đoàn Toyota của Nhật Bản trở thành nhà tài trợ chính của giải đấu.

## Thay đổi trước mùa giải

### Thay đổi đội bóng
| Thăng hạng từ V.League 2 2015 - Câu lạc bộ Hà Nội (sau đổi tên thành Sài Gòn) | Xuống hạng V.League 2 2016 - Đồng Nai |

### Thể thức thi đấu
Mùa giải 2016 sẽ có 1,5 suất xuống hạng. Đội xếp thứ 14 chung cuộc sẽ trực tiếp xuống tham gia V.League 2 2017, còn đội xếp thứ 13 chung cuộc sẽ phải thi đấu trận play-off với đội đại diện V.League 2 2016 để giành quyền tham gia V.League 1 mùa giải tiếp theo.

### Bóng thi đấu
Bóng thi đấu chính thức trong những vòng đấu đầu tiên được tài trợ bởi hãng Grand Sport (Thái Lan), sau đó chuyển sang bóng của hãng Động Lực (Việt Nam).

### Bảo hiểm
Từ mùa bóng 2016, toàn bộ các cầu thủ, trọng tài, giám sát tham gia thi đấu và điều hành các trận đấu tại V.League 1 được trang bị bảo hiểm thân thể, rủi ro với mức chi trả lên đến 300 triệu đồng/mùa cho 1 cầu thủ và 200 triệu đồng/mùa đối với trọng tài hoặc giám sát. Toàn bộ số tiền tham gia bảo hiểm do Công ty Bảo hiểm Hùng Vương tài trợ.

## Các đội bóng

### Sân vận động
| Câu lạc bộ         | Trụ sở                | Sân vận động | Sức chứa |
| ------------------ | --------------------- | ------------ | -------- |
| Becamex Bình Dương | Thủ Dầu Một           | Gò Đậu       | 18.250   |
| Đồng Tháp          | Đồng Tháp             | Cao Lãnh     | 23.000   |
| Sài Gòn FC         | Thành phố Hồ Chí Minh | Thống Nhất   | 22.500   |
| Hà Nội T&T         | Hà Nội                | Hàng Đẫy     | 22.500   |
| Hải Phòng          | Hải Phòng             | Lạch Tray    | 28.000   |
| Hoàng Anh Gia Lai  | Pleiku                | Pleiku       | 12.000   |
| Long An            | Tân An                | Long An      | 11.000   |
| QNK Quảng Nam      | Tam Kỳ                | Tam Kỳ       | 15.624   |
| Sanna Khánh Hòa    | Nha Trang             | Nha Trang    | 25.000   |
| SHB Đà Nẵng        | Đà Nẵng               | Chi Lăng     | 30.000   |
| Sông Lam Nghệ An   | Vinh                  | Vinh         | 12.000   |
| Than Quảng Ninh    | Cẩm Phả               | Cẩm Phả      | 15.000   |
| FLC Thanh Hóa      | Thanh Hóa             | Thanh Hóa    | 14.000   |
| XSKT Cần Thơ       | Cần Thơ               | Cần Thơ      | 45.000   |

### Đổi tên
Ngày 31 tháng 3 năm 2016, Công ty cổ phần phát triển bóng đá Hà Nội đổi tên thành Công ty cổ phần phát triển bóng đá Sài Gòn vẫn thuộc sở hữu của ông Nguyễn Giang Đông, đồng thời gửi công văn tới Liên đoàn bóng đá Việt Nam đề nghị chuyển địa điểm và tên gọi ngay giữa mùa giải 2016. Ngày 4 tháng 4 năm 2016, Liên đoàn bóng đá Việt Nam đồng ý để câu lạc bộ Hà Nội đổi tên thành Câu lạc bộ bóng đá Sài Gòn và đăng ký sân vận động Thống Nhất làm sân nhà thi đấu tại V.League 1 2016.

### Nhân sự, nhà tài trợ và áo đấu
| Câu lạc bộ                    | Huấn luyện viên trưởng | Đội trưởng        | Nhà sản xuất áo đấu | Nhà tài trợ chính                                  |
| ----------------------------- | ---------------------- | ----------------- | ------------------- | -------------------------------------------------- |
| Becamex Bình Dương            | Nguyễn Thanh Sơn       | Nguyễn Anh Đức    | Kappa               | Becamex IDC                                        |
| Xổ số kiến thiết Cần Thơ      | Vũ Quang Bảo           | Trần Chí Công     | KeepDri             | Xổ số kiến thiết Cần Thơ                           |
| Đồng Tháp                     | Phạm Công Lộc          | Trần Minh Lợi     | Codad               | Trường Đại học Văn Hiến Xổ số kiến thiết Đồng Tháp |
| FLC Thanh Hóa                 | Hoàng Thanh Tùng       | Pape Omar Faye    | Mitre               | FLC Group                                          |
| Sài Gòn                       | Nguyễn Đức Thắng       | Nguyễn Ngọc Duy   |                     |                                                    |
| Hà Nội T&T                    | Chu Đình Nghiêm        | Gonzalo Marronkle | Kappa               | Hòa Bình Corporation                               |
| Hải Phòng                     | Trương Việt Hoàng      | Lê Văn Phú        | Mitre               |                                                    |
| Hoàng Anh Gia Lai             | Nguyễn Quốc Tuấn       | Bùi Văn Long      |                     | NutiFood                                           |
| Long An                       | Ngô Quang Sang         | Huỳnh Quang Thanh | Kappa               | Cảng Long An                                       |
| QNK Quảng Nam                 | Hoàng Văn Phúc         | Đinh Thanh Trung  |                     |                                                    |
| Sanna Khánh Hòa Biển Việt Nam | Võ Đình Tân            | Trần Văn Vũ       |                     | Sanest                                             |
| SHB Đà Nẵng                   | Lê Huỳnh Đức           | Nguyễn Vũ Phong   |                     | SHB                                                |
| Sông Lam Nghệ An              | Ngô Quang Trường       | Trần Nguyên Mạnh  |                     | Bac A Bank                                         |
| Than Quảng Ninh               | Phan Thanh Hùng        | Huỳnh Tuấn Linh   | Joma                | Vinacomin                                          |

### Thay đổi huấn luyện viên
| Đội bóng        | Huấn luyện viên đi | Hình thức | Ngày rời đi         | Vị trí xếp hạng | Huấn luyện viên đến | Ngày đến            |
| --------------- | ------------------ | --------- | ------------------- | --------------- | ------------------- | ------------------- |
| FLC Thanh Hóa   | Hoàng Thanh Tùng   | Giáng cấp | 20 tháng 1 năm 2016 | Trước mùa giải  | Lê Thụy Hải         | 20 tháng 1 năm 2016 |
| Hà Nội T&T      | Phan Thanh Hùng    | Từ chức   | 13 tháng 2 năm 2016 | Trước mùa giải  | Phạm Minh Đức       | 13 tháng 2 năm 2016 |
| Hà Nội T&T      | Phạm Minh Đức      | Giáng cấp | 7 tháng 3 năm 2016  | Thứ 14          | Chu Đình Nghiêm     | 7 tháng 3 năm 2016  |
| Than Quảng Ninh | Phạm Như Thuần     | Từ chức   | 16 tháng 3 năm 2016 | Thứ 9           | Phan Thanh Hùng     | 16 tháng 3 năm 2016 |
| Đồng Tháp       | Phạm Công Lộc      | Giáng cấp | 5 tháng 5 năm 2016  | Thứ 14          | Trần Công Minh      | 5 tháng 5 năm 2016  |

### Cầu thủ nước ngoài
Mỗi câu lạc bộ được phép đăng ký và sử dụng 2 cầu thủ ngoại và 1 cầu thủ nhập tịch, trừ Becamex Bình Dương và Hà Nội T&T tham dự AFC Champions League được đăng ký 3 ngoại binh, 1 cầu thủ châu Á và 1 cầu thủ nhập tịch (tuy nhiên vẫn chỉ được phép sử dụng 2 ngoại binh và 1 cầu thủ nhập tịch trong một trận đấu).
| Câu lạc bộ                    | Cầu thủ 1           | Cầu thủ 2        | Cầu thủ 3    | Cầu thủ châu Á | Cầu thủ nhập tịch  | Cầu thủ cũ                                                         |
| ----------------------------- | ------------------- | ---------------- | ------------ | -------------- | ------------------ | ------------------------------------------------------------------ |
| Becamex Bình Dương            | Nsi Amougou         | Ivan Firer       |              |                | → Nguyễn Rodgers   | Han Seung-Yeop Moses Oloya Henry Kisekka → Nguyễn Quốc Thiện Esele |
| Xổ số kiến thiết Cần Thơ      | Ganiyu Bolayi Oseni | Tambwe Patiyo    |              |                | → Đinh Hoàng Max   |                                                                    |
| Đồng Tháp                     | Samson Kpenosen     | Diego            |              |                | → Nguyễn Trung Sơn | Udo FortuneMarko Šimić                                             |
| FLC Thanh Hóa                 | Pape Omar Faye      | Sunday Emmanuel  |              |                | → Nguyễn Văn Bakel | Ivan Firer                                                         |
| Sài Gòn                       | Andrew Mwesigwa     | Dudu Lima        |              |                |                    | Jean Maurice                                                       |
| Hà Nội T&T                    | Gonzalo Marrkonle   | Víctor Ormazábal | Loris Arnaud |                | → Hoàng Vũ Samson  |                                                                    |
| Hải Phòng                     | Diego Fagan         | Errol Stevens    |              |                | → Lê Văn Phú       |                                                                    |
| Hoàng Anh Gia Lai             | Ideguchi Masaaki    | Júnior Paraíba   |              |                |                    | Osmar Moreira                                                      |
| Long An                       | Marko Šimić         | Henry Kisekka    |              |                | → Lê Văn Tân       | Paul Emile Franklin Clovis Anzité                                  |
| QNK Quảng Nam                 | Claudecir           | Sadio Diao       |              |                | → Hoàng Vissai     | Tambwe Patiyo Abdullahi Suleiman                                   |
| Sanna Khánh Hòa Biển Việt Nam | Chaher Zarour       | Uche Iheruome    |              |                |                    |                                                                    |
| SHB Đà Nẵng                   | Gastón Merlo        | Eydison          |              |                | → Đinh Văn Ta      | Horace James                                                       |
| Sông Lam Nghệ An              | Baba Salia          | Odah Marshal     |              |                |                    |                                                                    |
| Than Quảng Ninh               | Geofrey Kizito      | Rod Dyachenko    |              |                |                    | George Bisan                                                       |

## Bảng xếp hạng
| VT | Đội                      | ST | T  | H | B  | BT | BB | HS  | Đ  | Giành quyền tham dự hoặc xuống hạng                    |
| -- | ------------------------ | -- | -- | - | -- | -- | -- | --- | -- | ------------------------------------------------------ |
| 1  | Hà Nội T&T (C, Q)        | 26 | 16 | 2 | 8  | 45 | 28 | +17 | 50 | Tham dự vòng sơ loại thứ hai AFC Champions League 2017 |
| 2  | Hải Phòng                | 26 | 15 | 5 | 6  | 47 | 32 | +15 | 50 |                                                        |
| 3  | SHB Đà Nẵng              | 26 | 15 | 4 | 7  | 49 | 33 | +16 | 49 |                                                        |
| 4  | Than Quảng Ninh (Q)      | 26 | 13 | 5 | 8  | 39 | 31 | +8  | 44 | Tham dự vòng bảng Cúp AFC 2017                         |
| 5  | QNK Quảng Nam            | 26 | 11 | 9 | 6  | 44 | 32 | +12 | 42 |                                                        |
| 6  | FLC Thanh Hóa            | 26 | 12 | 6 | 8  | 51 | 42 | +9  | 42 |                                                        |
| 7  | Sài Gòn                  | 26 | 9  | 9 | 8  | 34 | 32 | +2  | 36 |                                                        |
| 8  | Sanna Khánh Hòa BVN      | 26 | 10 | 6 | 10 | 34 | 30 | +4  | 36 |                                                        |
| 9  | Sông Lam Nghệ An         | 26 | 9  | 7 | 10 | 34 | 36 | −2  | 34 |                                                        |
| 10 | Becamex Bình Dương       | 26 | 9  | 7 | 10 | 39 | 37 | +2  | 34 |                                                        |
| 11 | Xổ số kiến thiết Cần Thơ | 26 | 10 | 4 | 12 | 37 | 36 | +1  | 34 |                                                        |
| 12 | Hoàng Anh Gia Lai        | 26 | 9  | 3 | 14 | 39 | 50 | −11 | 30 |                                                        |
| 13 | Long An (O)              | 26 | 5  | 4 | 17 | 34 | 62 | −28 | 19 | Play-off giành quyền tham dự V.League 1 2017           |
| 14 | Đồng Tháp (R)            | 26 | 1  | 5 | 20 | 22 | 67 | −45 | 8  | Xuống thi đấu V.League 2 2017                          |

1. 1 2  Kết quả đối đầu: Hà Nội T&T 2–1 Hải Phòng, Hải Phòng 2–1 Hà Nội T&T; Hà Nội T&T xếp trên nhờ hiệu số bàn thắng thua.
2. ↑  Trường hợp bị loại sẽ tham dự vòng bảng Cúp AFC 2017.
3. ↑  Than Quảng Ninh tham dự với tư cách là đội vô địch Cúp Quốc gia 2016.
4. 1 2  Kết quả đối đầu: Sài Gòn 1–1 Sanna Khánh Hòa BVN, Sanna Khánh Hòa BVN 0–2 Sài Gòn.
5. 1 2 3  Điểm đối đầu: Sông Lam Nghệ An 9, Becamex Bình Dương 4, Xổ số kiến thiết Cần Thơ 4. Hiệu số bàn thắng thua đối đầu: Becamex Bình Dương -1, Xổ số kiến thiết Cần Thơ -2.

### Vị trí các đội qua các vòng đấu
| Đội \ Vòng đấu      | 1  | 2  | 3  | 4  | 5  | 6  | 7  | 8  | 9  | 10 | 11 | 12 | 13 | 14 | 15 | 16 | 17 | 18 | 19 | 20 | 21 | 22 | 23 | 24 | 25 | 26 |
| ------------------- | -- | -- | -- | -- | -- | -- | -- | -- | -- | -- | -- | -- | -- | -- | -- | -- | -- | -- | -- | -- | -- | -- | -- | -- | -- | -- |
| Becamex Bình Dương  | 3  | 5  | 5  | 8  | 6  | 4  | 5  | 6  | 3  | 2  | 2  | 5  | 7  | 8  | 9  | 8  | 9  | 9  | 9  | 11 | 10 | 7  | 7  | 7  | 8  | 10 |
| Đồng Tháp           | 8  | 12 | 14 | 12 | 13 | 14 | 14 | 14 | 14 | 14 | 14 | 14 | 14 | 14 | 14 | 14 | 14 | 14 | 14 | 14 | 14 | 14 | 14 | 14 | 14 | 14 |
| FLC Thanh Hóa       | 2  | 2  | 3  | 2  | 3  | 2  | 4  | 5  | 2  | 4  | 3  | 2  | 2  | 3  | 3  | 2  | 3  | 3  | 4  | 6  | 5  | 5  | 5  | 5  | 5  | 6  |
| Hà Nội T&T          | 13 | 13 | 13 | 14 | 14 | 12 | 10 | 11 | 7  | 8  | 7  | 6  | 5  | 4  | 4  | 4  | 4  | 4  | 2  | 2  | 4  | 4  | 2  | 1  | 1  | 1  |
| Hải Phòng           | 4  | 1  | 1  | 1  | 1  | 1  | 1  | 1  | 1  | 1  | 1  | 1  | 1  | 1  | 1  | 1  | 1  | 2  | 1  | 1  | 1  | 1  | 3  | 3  | 2  | 2  |
| Hoàng Anh Gia Lai   | 1  | 4  | 4  | 7  | 9  | 8  | 8  | 9  | 12 | 10 | 12 | 12 | 12 | 12 | 12 | 12 | 12 | 12 | 12 | 12 | 12 | 12 | 12 | 12 | 12 | 12 |
| Long An             | 13 | 10 | 8  | 11 | 12 | 13 | 13 | 13 | 13 | 13 | 13 | 13 | 13 | 13 | 13 | 13 | 13 | 13 | 13 | 13 | 13 | 13 | 13 | 13 | 13 | 13 |
| QNK Quảng Nam       | 10 | 11 | 11 | 13 | 10 | 11 | 12 | 12 | 10 | 11 | 10 | 8  | 6  | 7  | 8  | 9  | 7  | 7  | 6  | 5  | 6  | 6  | 6  | 6  | 6  | 5  |
| SHB Đà Nẵng         | 5  | 3  | 2  | 3  | 2  | 3  | 2  | 3  | 5  | 6  | 5  | 3  | 3  | 2  | 2  | 3  | 2  | 1  | 3  | 3  | 2  | 2  | 4  | 4  | 3  | 3  |
| Sài Gòn             | 14 | 9  | 7  | 4  | 8  | 7  | 6  | 2  | 4  | 3  | 4  | 7  | 8  | 9  | 7  | 7  | 6  | 6  | 7  | 7  | 7  | 8  | 10 | 11 | 11 | 7  |
| Sanna Khánh Hoà BVN | 6  | 8  | 10 | 6  | 5  | 6  | 7  | 8  | 8  | 9  | 8  | 9  | 10 | 10 | 10 | 10 | 10 | 10 | 10 | 8  | 8  | 9  | 8  | 8  | 9  | 8  |
| Sông Lam Nghệ An    | 12 | 14 | 12 | 10 | 7  | 10 | 9  | 10 | 11 | 12 | 11 | 11 | 11 | 11 | 11 | 11 | 11 | 11 | 11 | 9  | 11 | 11 | 11 | 10 | 7  | 9  |
| Than Quảng Ninh     | 9  | 6  | 6  | 9  | 11 | 9  | 11 | 7  | 6  | 7  | 6  | 4  | 4  | 5  | 5  | 5  | 5  | 5  | 5  | 4  | 3  | 3  | 1  | 2  | 4  | 4  |
| XSKT Cần Thơ        | 11 | 7  | 9  | 5  | 4  | 5  | 3  | 4  | 9  | 5  | 9  | 10 | 9  | 6  | 6  | 6  | 8  | 8  | 8  | 10 | 9  | 10 | 9  | 9  | 10 | 11 |

Nguồn: Công ty Cổ phần Bóng đá chuyên nghiệp Việt Nam (VPF)

## Lịch thi đấu và kết quả
| Nhà \ Khách[1]      | BBD | ĐTH | FTH | HNT | HPH | HGL | LAN | QNK | SGN | SKH | SNA | SĐN | TQN | XCT |
| Becamex Bình Dương  |     | 3–0 | 0–3 | 4–5 | 1–3 | 5–0 | 3–2 | 1–3 | 1–1 | 3–1 | 1–2 | 0–1 | 1–0 | 2–0 |
| Đồng Tháp           | 1–2 |     | 2–4 | 2–5 | 0–1 | 2–1 | 1–3 | 1–1 | 0–1 | 1–1 | 2–2 | 0–4 | 1–1 | 1–2 |
| FLC Thanh Hóa       | 2–2 | 4–0 |     | 3–0 | 0–1 | 2–1 | 2–1 | 4–4 | 2–2 | 2–1 | 2–2 | 3–1 | 2–2 | 3–2 |
| Hà Nội T&T          | 1–2 | 2–0 | 2–0 |     | 2–1 | 3–0 | 1–1 | 3–0 | 1–1 | 1–0 | 1–0 | 2–1 | 0–1 | 0–1 |
| Hải Phòng           | 0–0 | 3–2 | 1–1 | 2–1 |     | 4–2 | 5–0 | 2–1 | 1–1 | 2–0 | 3–0 | 0–3 | 2–1 | 1–0 |
| Hoàng Anh Gia Lai   | 3–1 | 5–2 | 3–1 | 1–0 | 1–1 |     | 3–2 | 1–4 | 1–3 | 2–1 | 0–0 | 1–2 | 0–0 | 2–1 |
| Long An             | 1–1 | 2–1 | 0–1 | 2–5 | 2–5 | 1–3 |     | 1–0 | 1–0 | 2–1 | 1–2 | 1–3 | 1–2 | 3–3 |
| QNK Quảng Nam       | 2–1 | 2–0 | 2–0 | 0–1 | 0–1 | 2–0 | 6–2 |     | 3–3 | 1–1 | 2–0 | 1–1 | 1–1 | 0–0 |
| Sài Gòn             | 2–0 | 4–0 | 3–1 | 0–3 | 3–3 | 0–5 | 3–1 | 0–0 |     | 1–1 | 1–0 | 3–0 | 0–0 | 0–1 |
| Sanna Khánh Hoà BVN | 1–1 | 1–1 | 0–2 | 1–0 | 3–0 | 4–1 | 2–0 | 0–1 | 0–2 |     | 2–2 | 3–1 | 3–1 | 2–0 |
| Sông Lam Nghệ An    | 2–0 | 3–0 | 1–0 | 1–3 | 0–2 | 1–0 | 1–1 | 3–3 | 1–0 | 1–2 |     | 0–2 | 4–0 | 4–2 |
| SHB Đà Nẵng         | 1–1 | 2–1 | 2–1 | 1–2 | 2–0 | 3–1 | 4–1 | 3–4 | 3–1 | 1–0 | 1–1 |     | 1–0 | 2–2 |
| Than Quảng Ninh     | 2–1 | 4–0 | 2–4 | 0–1 | 3–1 | 3–1 | 2–1 | 2–0 | 1–0 | 1–2 | 3–1 | 3–2 |     | 2–1 |
| XSKT Cần Thơ        | 0–0 | 4–1 | 5–2 | 3–0 | 3–2 | 2–1 | 2–1 | 0–1 | 0–1 | 0–1 | 2–0 | 1–2 | 0–2 |     |

Cập nhật lần cuối: 18 tháng 9 năm 2016.
Nguồn: VPF
1 ^ Đội chủ nhà được liệt kê ở cột bên tay trái.
Màu sắc: Xanh = Chủ nhà thắng; Vàng = Hòa; Đỏ = Đội khách thắng.

## Play-off
Ba đội bóng xếp thứ hai đến thứ tư chung cuộc tại giải Hạng Nhất 2016 sẽ thi đấu trong một vòng đấu loại. Hai đội đứng thứ ba và thứ tư sẽ gặp nhau để xác định đội thi đấu với đội đứng thứ nhì. Đội thắng trong cặp đấu này sẽ giành quyền thi đấu với đội xếp thứ 13 của V.League 1, với địa điểm thi đấu do ban tổ chức quyết định. Ở hai trận play-off đầu tiên, trường hợp hai đội hoà nhau sau 90 phút chính thức sẽ tiến hành đá luân lưu (không có hiệp phụ).
- Play-off 1: Hạng 3 V.League 2 - Hạng 4 V.League 2
- Play-off 2: Hạng 2 V.League 2 - Thắng Play-off 1
- Play-off 3: Hạng 13 V.League 1 - Thắng Play-off 2

### Kết quả
| 27 tháng 8 năm 2016 Play-off 1 | Nam Định                                                                                               | 3–2      | Đồng Nai                                                                            | Nam Định |  |
| 17:00                          | Vũ Thế Vương 60' · Đinh Văn Ta 61' · Nguyễn Hữu Sơn 76' · Lê Quốc Hường (38) 68' · Hoàng Minh Tuấn 82' | Chi tiết | Nguyễn Đức Nhân 81' · Nguyễn Hữu Tuấn 90' · Nguyễn Văn Tiền 41' · Đặng Tuấn Anh 87' | Sân vận động: Sân vận động Thiên Trường Lượng khán giả: 6.000 Trọng tài: Nguyễn Trung Kiên B (Việt Nam) Trợ lý trọng tài: Trần Mạnh Lân (Việt Nam) Trợ lý trọng tài: Phan Huy Hoàng (Việt Nam) Trọng tài bàn: Nguyễn Trung Kiên A (Việt Nam) |  |

| 31 tháng 8 năm 2016 Play-off 2 | Viettel | 3–2      | Nam Định | Hà Nội |  |
| 17:00                          | Đàm Tiến Dũng 9' · Bùi Duy Thường 52' 87' · Nguyễn Trọng Đại 68' · Đặng Văn Trâm 36' · Bùi Đình Sơn 47' · Trần Ngọc Sơn 54' | Chi tiết | Đinh Văn Ta 48' (ph.đ.) · Nguyễn Hữu Định 78' (ph.đ.) · Nguyễn Hạ Long 8' · Đinh Viết Tú 10' · Phạm Văn Thuận 76' | Sân vận động: Sân vận động Hàng Đẫy Lượng khán giả: 2.000 Trọng tài: Nguyễn Văn Kiên (Việt Nam) Trợ lý trọng tài: Dương Ngọc Tân (Việt Nam) Trợ lý trọng tài: Nguyễn Anh Đức (Việt Nam) Trọng tài bàn: Trần Xuân Nguyện (Việt Nam) |  |

| 23 tháng 9 năm 2016 Play-off 3 | Long An                                                  | 1–0      | Viettel                             | Đà Nẵng |  |
| 17:00                          | Huỳnh Tấn Tài 95' · Phạm Thanh Cường 53' · Tiến Anh 120' | Chi tiết | Trọng Đạt 58' · Trần Văn Trung 105' | Sân vận động: Chi Lăng Lượng khán giả: 2.000 Trọng tài: Mongkolchai Pechsri (Thái Lan) Trợ lý trọng tài: Nguyễn Long Hải Trợ lý trọng tài: Phạm Phú Hưng Trọng tài bàn: Nguyễn Hiền Triết |  |

## Thống kê mùa giải

### Cầu thủ ghi bàn hàng đầu
| Vị trí | Cầu thủ             | Câu lạc bộ                    | Số bàn thắng |
| ------ | ------------------- | ----------------------------- | ------------ |
| 1      | Gastón Merlo        | SHB Đà Nẵng                   | 24           |
| 2      | Hoàng Vũ Samson     | Hà Nội T&T                    | 15           |
| 3      | Uche Iheruome       | Sanna Khánh Hòa Biển Việt Nam | 14           |
| 4      | Pape Omar Faye      | FLC Thanh Hóa                 | 13           |
| 5      | Rod Dyachenko       | Than Quảng Ninh               | 12           |
| 6      | Claudecir           | QNK Quảng Nam                 | 11           |
| 6      | Lê Văn Thắng        | Hải Phòng                     | 11           |
| 6      | Gonzalo Marronkle   | Hà Nội T&T                    | 11           |
| 6      | Vũ Minh Tuấn        | Than Quảng Ninh               | 11           |
| 10     | Oseni Ganiyu Bolaji | Xổ số kiến thiết Cần Thơ      | 10           |
| 10     | Odah Marshal        | Sông Lam Nghệ An              | 10           |
| 10     | Nguyễn Anh Đức      | Becamex Bình Dương            | 10           |
| 10     | Nguyễn Đình Bảo     | Hải Phòng                     | 10           |
| 10     | Errol Stevens       | Hải Phòng                     | 10           |
| 10     | Patiyo Tambwe       | Xổ số kiến thiết Cần Thơ      | 10           |

### Phản lưới nhà
| Cầu thủ                | Câu lạc bộ      | Đối thủ                  | Vòng đấu |
| ---------------------- | --------------- | ------------------------ | -------- |
| Nguyễn Trung Sơn       | Đồng Tháp       | Hà Nội T&T               | 2        |
| Hồ Trường Khang        | Đồng Tháp       | Hoàng Anh Gia Lai        | 4        |
| Nguyễn Tiến Duy        | Than Quảng Ninh | SHB Đà Nẵng              | 5        |
| Diệp Hoài Xuân         | Đồng Tháp       | Xổ số kiến thiết Cần Thơ | 5        |
| Franklin Clovis Anzité | Long An         | SHB Đà Nẵng              | 11       |
| Dương Anh Tú           | Long An         | QNK Quảng Nam            | 26       |

### Ghi hat-trick
| Cầu thủ               | Câu lạc bộ         | Đối thủ            | Kết quả | Ngày                |
| --------------------- | ------------------ | ------------------ | ------- | ------------------- |
| Errol Anthony Stevens | Hải Phòng          | Hoàng Anh Gia Lai  | 4–2     | 10 tháng 4 năm 2016 |
| / Hoàng Vũ Samson     | Hà Nội T&T         | Đồng Tháp          | 5–2     | 24 tháng 4 năm 2016 |
| Dos Rais R. Claudecir | QNK Quảng Nam      | FLC Thanh Hóa      | 4–4     | 10 tháng 7 năm 2016 |
| Trần Minh Vương       | Hoàng Anh Gia Lai  | Becamex Bình Dương | 3–1     | 13 tháng 8 năm 2016 |
| Nguyễn Anh Đức        | Becamex Bình Dương | Đồng Tháp          | 3–0     | 17 tháng 8 năm 2016 |
| Nguyễn Đình Bảo       | Hải Phòng          | Long An            | 5–2     | 11 tháng 9 năm 2016 |
| Gastón Merlo          | SHB Đà Nẵng        | Đồng Tháp          | 4–0     | 18 tháng 9 năm 2016 |
| Claudecir             | QNK Quảng Nam      | Long An            | 6–2     | 18 tháng 9 năm 2016 |

## Giải thưởng

### Giải thưởng tháng
| Tháng     | Câu lạc bộ của tháng | Huấn luyện viên của tháng | Huấn luyện viên của tháng | Cầu thủ của tháng | Cầu thủ của tháng | Hội cổ động viên của tháng |
| Tháng     | Câu lạc bộ của tháng | Huấn luyện viên           | Câu lạc bộ                | Cầu thủ           | Câu lạc bộ        | Hội cổ động viên của tháng |
| --------- | -------------------- | ------------------------- | ------------------------- | ----------------- | ----------------- | -------------------------- |
| Tháng 2&3 | Hải Phòng            | Trương Việt Hoàng         | Hải Phòng                 | Gaston Merlo      | SHB Đà Nẵng       | Than Quảng Ninh            |
| Tháng 4   | Hải Phòng            | Trương Việt Hoàng         | Hải Phòng                 | Hoàng Vũ Samson   | Hà Nội T&T        | Không                      |
| Tháng 5&6 | Than Quảng Ninh      | Chu Đình Nghiêm           | Hà Nội T&T                | Hoàng Vũ Samson   | Hà Nội T&T        | FLC Thanh Hoá              |
| Tháng 7   | SHB Đà Nẵng          | Lê Huỳnh Đức              | SHB Đà Nẵng               | Hoàng Vũ Samson   | Hà Nội T&T        | Than Quảng Ninh            |
| Tháng 8   | Hoàng Anh Gia Lai    | Nguyễn Quốc Tuấn          | Hoàng Anh Gia Lai         | Gaston Merlo      | SHB Đà Nẵng       | Than Quảng Ninh            |
| Tháng 9   | Hà Nội T&T           | Chu Đình Nghiêm           | Hà Nội T&T                | Gaston Merlo      | SHB Đà Nẵng       | FLC Thanh Hoá              |

### Giải thưởng chung cuộc
Các danh hiệu cá nhân và tập thể được bình chọn sau khi kết thúc V.League 1 2016:
- Vô địch: Hà Nội T&T
- Á quân: Hải Phòng
- Hạng ba: SHB Đà Nẵng
- Giải phong cách: Sanna Khánh Hòa Biển Việt Nam
- Trọng tài xuất sắc nhất: Nguyễn Ngọc Châu
- Trợ lý trọng tài xuất sắc nhất: Nguyễn Trường Xuân
- Ban tổ chức trận đấu tốt nhất: Than Quảng Ninh
- Câu lạc bộ có mặt sân tốt nhất: Than Quảng Ninh
- Câu lạc bộ đào tạo trẻ tốt nhất: Hoàng Anh Gia Lai
- Huấn luyện viên xuất sắc nhất: Chu Đình Nghiêm (Hà Nội T&T)
- Cầu thủ xuất sắc nhất: Gastón Merlo (SHB Đà Nẵng) - 24 bàn thắng
- Vua phá lưới: Gastón Merlo (SHB Đà Nẵng)
- Bàn thắng đẹp nhất: Phạm Thành Lương (Hà Nội T&T) - Vòng 8
- Cầu thủ trẻ xuất sắc nhất: Vũ Văn Thanh (Hoàng Anh Gia Lai)
- Hội cổ động viên xuất sắc nhất: Hội cổ động viên FLC Thanh Hoá
- Đội hình tiêu biểu:

| Thủ môn                           | Hậu vệ | Tiền vệ | Tiền đạo                                                   |
| --------------------------------- | --- | --- | ---------------------------------------------------------- |
| Huỳnh Tuấn Linh (Than Quảng Ninh) | Sầm Ngọc Đức (Hà Nội T&T) Quế Ngọc Hải (Sông Lam Nghệ An) Lê Văn Phú (Hải Phòng) Trần Văn Vũ (Sanna Khánh Hòa) | Lê Văn Thắng (Hải Phòng) Pape Omar Faye (FLC Thanh Hóa) Nghiêm Xuân Tú (Than Quảng Ninh) Đinh Thanh Trung (Quảng Nam) | Gastón Merlo (SHB Đà Nẵng) Uche Iheruome (Sanna Khánh Hòa) |

| Giải bóng đá Vô địch Quốc gia 2016 Nhà vô địch |
| ---------------------------------------------- |
| Hà Nội T&T Lần thứ ba                          |